# Йераго кон Ораго
Йера̀го кон Ора̀го (на италиански: Jerago con Orago; на ломбардски: Jeragh cun Uragh, Йераг кун Ураг) е община в Северна Италия, провинция Варезе, регион Ломбардия. Административен център е градче Йераго (на италиански: Jerago), което е разположено на 324 m надморска височина. Населението на общината е 5150 души (към 2017 г.).